# Bilanzberichtigung
Der Rechtsbegriff Bilanzberichtigung bezeichnet bei einem unrichtigen Bilanzansatz in der Bilanz, dass der Steuerpflichtige gemäß § 4 Abs. 2 Satz 1 EStG den Fehler durch eine entsprechende Mitteilung an das Finanzamt berichtigen kann. Der Bilanzansatz ist dann unrichtig, wenn er unzulässig ist, d. h., wenn er gegen zwingende Vorschriften des Einkommensteuerrechts oder des Handelsrechts bzw. gegen die einkommensteuerrechtlich zu beachtenden handelsrechtlichen Grundsätze ordnungsmäßiger Buchführung verstößt. 
Sofern Bilanzberichtigung nicht möglich ist, ist der falsche Bilanzansatz grundsätzlich in der Schlussbilanz des ersten Jahres, dessen Veranlagung geändert werden kann, erfolgswirksam richtig zu stellen.
Der Bundesfinanzhof vertritt die Auffassung, dass eine Bilanzberichtigung nicht nur dann zulässig ist, wenn Wirtschaftsgüter oder Rechnungsabgrenzungsposten unrichtig angesetzt wurden, sondern auch dann, wenn Entnahmen oder Einlagen fehlerhaft oder gar nicht verbucht worden sind. In solchen Fällen wird eine der Ermittlung des Gewinns dienende Position des Eigenkapitals verändert. Bei der Veränderung bei den Einlagen und/oder den Entnahmen wirkt sich  nicht auf die Höhe des Eigenkapitals aus, weil die damit verbundene Gewinnerhöhung oder -minderung per Saldo sich ausgleicht. Diese ergebnisneutrale Änderung der Eigenkapitalposten stellt keine Berichtigung gemäß § 4 EStG dar.